# Marie Mosquini
Marie Mosquini (Los Angeles, 3 de dezembro de 1899 – Los Angeles, 21 de fevereiro de 1983) foi uma atriz norte-americana da era do cinema mudo. Ela apareceu em 202 filmes entre 1917 e 1929.